# 田口宏昭
田口宏昭（たぐち・ひろあき、1944年 - ）は、日本の社会学者。熊本大学名誉教授。専門は医療社会学、死の社会文化論。大阪府出身。

## 経歴
- 1973年3月 京都大学大学院文学研究科博士課程(社会学専攻)単位取得退学
- 1973年5月 熊本大学専任講師（教養部）
- 1982年4月 熊本大学助教授（文学部）
- 1991年4月 熊本大学教授（文学部）
- 2009年4月 熊本大学大学院社会文化科学研究科教授（配置換え）
- 2010年3月 熊本大学定年退職

## 著作
- 『現代生活と社会学的視点』（共著）、1977
- 『応用社会学の諸問題』（共著）、1978
- 『社会学論集―持続と変容ー』（共著）1999
- 『病気と医療の社会学』（単著）2001

- 『ケア論の射程』（共著）、2001
- 『よき死の作法』（共編著）、2003
- 『水俣の経験と記憶―問いかける水俣病―』（共編著）、2004
- "Taking Life and Death Seriously Bioethics from Japan"（Elsevier社、共著）、2005
- 『水俣からの想像力―問い続ける水俣病―』（共編著）、2005
- 『戦場の詩人ー森國久の写真詩と日中戦争―』（単著）、2021
- 『森國久と草の根民主主義ー天草架橋と離島創生に懸けた不屈の生涯―』（単著）、2022

## 翻訳
- 『社会学的発想の系譜』（共訳）、1975
- 『政治エリート』（共訳）、1982

## 栄典
- 2023年4月 瑞宝中綬章[1][2]